# کیران سریناواس
کیران سریناواس (به انگلیسی: Kiran Srinivas) (زاده ۲۵ مارس ۱۹۸۵) بازیگر هندی است.
از فیلم‌هایی که وی در آن نقش داشته است می‌توان به جاگا جاسوس اشاره کرد.